# Joe Delia
Joe Delia (New York, 11 ottobre 1948) è un musicista statunitense noto per aver composto le colonne sonore dei film di Abel Ferrara.

## Filmografia
- Nine Lives of a Wet Pussy (1977)
- The Driller Killer (1979)
- L'angelo della vendetta (Ms. 45) (1981)
- Paura su Manhattan (Fear City) (1984)
- China Girl (1987)
- King of New York (1990)
- Il cattivo tenente (Bad Lieutenant) (1992)
- Ultracorpi - L'invasione continua (Body Snatchers) (1993)
- Occhi di serpente (Dangerous Game) (1993)
- The Addiction - Vampiri a New York (The Addiction) (1995)
- Fratelli (The Funeral) (1996)
- Blackout (The Blackout) (1997)
- Siberia (2020)
- Padre Pio (2022)